# Carl Wilhelm Oskar Höglund
Carl Wilhelm Oskar Höglund (i riksdagen kallad Höglund i Strömstad och Höglund i Göteborg), född 13 maj 1868 i Göteborg, död 4 januari 1937 i Annedal, var en svensk stationskarlsförman och riksdagsledamot (socialdemokrat).
Höglund var ledamot av riksdagens andra kammare 1916–1917 samt 1921–1932, första perioden invald i Göteborgs och Bohus läns norra valkrets, från 1921 invald i Göteborgs stads valkrets. Han var ledamot av Strömstads stadsfullmäktige 1911–1917.
Höglund är begravd på Västra kyrkogården i Göteborg.